# Ngựa lùn Bali
Ngựa Bali là một giống ngựa cổ hiện đang sống trên đảo Bali của Indonesia.
Chúng là những con vật khỏe mạnh phát ra âm thanh khá ồn ào, với bàn chân cứng cáp và đôi chân mạnh mẽ. Những con ngựa cho thấy các "dấu hiệu nguyên thủy" thông thường như sọc lưng, vai thanh mảnhvà sọc vằn trên chân đi kèm bộ lông có màu nâu xám của chúng. Ngoài ra, bờm, đuôi và chân của giống ngựa này có màu đen. Ngựa Bali thường chiều cao trong khoảng 12 đến 13 hand. Cả hình dạng và màu sắc tạo ra một giống ngựa trông giống như ngựa hoang Mông Cổ.

## Lịch sử giống
Nguồn gốc của giống ngựa này hiện chưa được biết, mặc dù một giả thuyết cho rằng những con ngựa cổ đã được người Trung Quốc mang đến Indonesia vào thế kỷ thứ 6. Nếu lý thuyết này là đúng, ngựa Bali sẽ có nhiều đặc điểm chung đối với ngựa Mông Cổ.
Ngoài ngựa Mông Cổ, người ta biết rằng một số giống Ấn Độ đã được đưa đến Indonesia (mặc dù không biết chính xác giống nào), và người Hà Lan cũng mang nhiều giống ngựa khác đến đất nước trong thế kỷ 18. Do đó, con ngựa Bali có thể bị ảnh hưởng bởi cả giống ngựa Mông Cổ và nhiều giống chó khác ở phương Đông.

## Sử dụng
Ngựa Bali không được chọn lọc cho bất kỳ bộ đặc điểm cụ thể nào. Tuy nhiên, chúng dễ dàng thực hiện các nhiệm vụ theo yêu cầu của người bản xứ, bao gồm vận chuyển san hô và đá từ bãi biển. Sức mạnh cũng đã khiến giống ngựa này trở thành một ngựa cưỡi phổ biến cho khách du lịch leo núi và tham quan.